# Formica aethiops
Formica aethiops é uma espécie de formiga do gênero Formica, pertencente à subfamília Formicinae.